# Acque amare
Acque amare è un film del 1954 diretto da Sergio Corbucci.

## Trama
Valerio, un giovanotto rimasto cieco durante la guerra, vive nei pressi della costa marittima insieme alla sorella e allo zio. Una notte il pericoloso bandito Leo Ferri, appena evaso dal carcere, si rifugia in casa di Valerio insieme al fratello Riccardo, alla moglie Mara e a due altri complici delle rapine, soprannominati "Faina" e "Mezzanotte". Poiché Riccardo è ferito gravemente, Leo vuole attendere l'arrivo del medico curante di Valerio, che deve recarsi da lui l'indomani mattina: durante la notte però i malviventi tramano l'uno alle spalle dell'altro per impossessarsi della refurtiva e la situazione giunge presto ad un epilogo tragico.